# جيرد هان
جيرد هان (بالألمانية: Gerd Hahn)‏ هو اقتصادي ألماني، ولد في 1981 في بالينغن في ألمانيا.